# Tom Bergeron
Thomas Bergeron, detto Tom (Haverhill, 6 maggio 1955), è un conduttore televisivo statunitense.

## Programmi TV
Lista parziale di programmi da lui condotti:
- Hollywood Squares (1998-2004)
- Miss America (2003)
- America's Funniest Home Videos (2001-2015)
- Dancing with the Stars (2005-in corso)

## Filmografia

### Cinema
- Dolci scelte (Candy Jar), regia di Ben Shelton (2018)

### Televisione
- Castle – serie TV, episodio 2x20 (2010)

## Doppiatori italiani
- Teo Bellia in Castle
- Giorgio Locuratolo in Dolci scelte